# راهی (فیلم)
راهی (انگلیسی: Rahi) یک فیلم هندی به کارگردانی خواجه احمد عباس و محصول سال ۱۹۵۲ است.